# Svetlana Feofanova
Svetlana Evgen'evna Feofanova (in russo Светлана Евгеньевна Феофанова?; Mosca, 16 luglio 1980) è un'astista russa, campionessa mondiale ed europea della specialità.

## Progressione

### Salto con l'asta outdoor
| Stagione | Risultato | Luogo      | Data      | Rank. Mond. |
| -------- | --------- | ---------- | --------- | ----------- |
| 2011     | 4,75 m    | Taegu      | 30-8-2011 | 7ª          |
| 2010     | 4,75 m    | Barcellona | 30-7-2010 | 3ª          |
| 2009     | 4,70 m    | Roma       | 10-7-2009 | 7ª          |
| 2008     | 4,75 m    | Pechino    | 18-8-2008 | 5ª          |
| 2008     | 4,75 m    | Madrid     | 5-7-2008  | 5ª          |
| 2007     | 4,82 m    | Stoccarda  | 22-9-2007 | 4ª          |
| 2006     | 4,70 m    | Losanna    | 11-7-2006 | 5ª          |
| 2004     | 4,88 m    | Iraklio    | 4-7-2004  | 2ª          |
| 2003     | 4,75 m    | Parigi     | 25-8-2003 | 2ª          |
| 2002     | 4,78 m    | Stoccolma  | 16-7-2002 | 1ª          |
| 2001     | 4,75 m    | Edmonton   | 6-8-2001  | 2ª          |
| 2000     | 4,50 m    | Atene      | 28-6-2000 | 7ª          |
| 2000     | 4,50 m    | Helsinki   | 15-6-2000 | 7ª          |
| 1999     | 4,10 m    | Mosca      | 4-6-1999  | 59ª         |
| 1998     | 3,90 m    | Mosca      | 1-8-1998  | 98ª         |

### Salto con l'asta indoor
| Stagione | Risultato | Luogo      | Data      | Rank. Mond. |
| -------- | --------- | ---------- | --------- | ----------- |
| 2011     | 4,70 m    | Bydgoszcz  | 16-2-2011 | 6ª          |
| 2010     | 4,80 m    | Doha       | 14-3-2010 | 4ª          |
| 2008     | 4,71 m    | Bydgoszcz  | 20-2-2008 | 4ª          |
| 2007     | 4,76 m    | Birmingham | 4-3-2007  | 2ª          |
| 2006     | 4,70 m    | Mosca      | 11-3-2006 | 4ª          |
| 2005     | 4,70 m    | Birmingham | 18-2-2005 | 4ª          |
| 2004     | 4,85 m    | Paiania    | 22-2-2004 | 2ª          |
| 2003     | 4,80 m    | Birmingham | 16-3-2003 | 1ª          |
| 2002     | 4,75 m    | Vienna     | 3-3-2002  | 1ª          |
| 2001     | 4,65 m    | Il Pireo   | 21-2-2001 | 2ª          |
| 2000     | 4,40 m    | Mosca      | 25-1-2000 | 11ª         |
| 1999     | 4,10 m    | Liévin     | 21-2-1999 | 46ª         |

## Palmarès
| Anno | Manifestazione  | Sede       | Evento           | Risultato      | Prestazione | Note                                     |
| ---- | --------------- | ---------- | ---------------- | -------------- | ----------- | ---------------------------------------- |
| 2000 | Giochi olimpici | Sydney     | Salto con l'asta | Qualificazione | nm          |                                          |
| 2001 | Mondiali indoor | Lisbona    | Salto con l'asta | Argento        | 4,51 m      |                                          |
| 2001 | Mondiali        | Edmonton   | Salto con l'asta | Argento        | 4,75 m      |                                          |
| 2002 | Europei indoor  | Vienna     | Salto con l'asta | Oro            | 4,75 m      | Record mondiale                          |
| 2002 | Europei         | Monaco     | Salto con l'asta | Oro            | 4,60 m      |                                          |
| 2003 | Mondiali indoor | Birmingham | Salto con l'asta | Oro            | 4,80 m      | Record mondiale                          |
| 2003 | Mondiali        | Parigi     | Salto con l'asta | Oro            | 4,75 m      | Record dei campionati                    |
| 2004 | Mondiali indoor | Budapest   | Salto con l'asta | Bronzo         | 4,70 m      |                                          |
| 2004 | Giochi olimpici | Atene      | Salto con l'asta | Argento        | 4,75 m      |                                          |
| 2006 | Mondiali indoor | Mosca      | Salto con l'asta | Bronzo         | 4,70 m      | Miglior prestazione personale stagionale |
| 2006 | Europei         | Göteborg   | Salto con l'asta | 4ª             | 4,50 m      |                                          |
| 2007 | Europei indoor  | Birmingham | Salto con l'asta | Oro            | 4,76 m      | Miglior prestazione personale stagionale |
| 2007 | Mondiali        | Osaka      | Salto con l'asta | Bronzo         | 4,75 m      |                                          |
| 2008 | Mondiali indoor | Valencia   | Salto con l'asta | 5ª             | 4,60 m      |                                          |
| 2008 | Giochi olimpici | Pechino    | Salto con l'asta | Bronzo         | 4,75 m      |                                          |
| 2010 | Mondiali indoor | Doha       | Salto con l'asta | Argento        | 4,80 m      | Miglior prestazione personale stagionale |
| 2010 | Europei         | Barcellona | Salto con l'asta | Oro            | 4,75 m      | Miglior prestazione personale stagionale |
| 2011 | Mondiali        | Taegu      | Salto con l'asta | Bronzo         | 4,75 m      | Miglior prestazione personale stagionale |
| 2012 | Olimpiadi       | Londra     | Salto con l'asta | Qualificazione | nm          |                                          |

## Altre competizioni internazionali
2000
- Coppa Europa di atletica leggera ( Gateshead)

2001
- Coppa Europa di atletica leggera ( Brema)
- Argento alle IAAF Grand Prix Final ( Melbourne), salto con l'asta - 4,45 m

2002
- Coppa Europa di atletica leggera ( Annecy)
- Argento in Coppa del mondo ( Madrid), salto con l'asta - 4,40 m

2003
- Argento alle IAAF World Athletics Final ( Monaco), salto con l'asta - 4,60 m

2004
- 4ª alle IAAF World Athletics Final ( Monaco), salto con l'asta - 4,60 m

2006
- Coppa Europa di atletica leggera ( Malaga)

2007
- Bronzo alle IAAF World Athletics Final ( Stoccarda), salto con l'asta - 4,82 m

2008
- Argento alle IAAF World Athletics Final ( Stoccarda), salto con l'asta - 4,70 m

2010
- Campionati europei a squadre di atletica leggera ( Bergen)
- Oro in Coppa continentale ( Spalato), salto con l'asta - 4,70 m